# El baldío
El baldío es una película de Argentina en blanco y negro dirigida por Carlos Rinaldi según el guion de José María Fernández Unsain según la obra teatral homónima de Raúl Mendé que se estrenó el 13 de junio de 1952 y que tuvo como protagonistas a Olga Zubarry, George Rigaud, Rufino Córdoba y Beba Bidart. El autor de la obra, Raúl Mendé, fue Ministro de Asuntos Técnicos en el gobierno de Juan Domingo Perón.

## Sinopsis
Un matrimonio de refugiados europeos se reúne junto a su hijo en la Argentina peronista.

## Comentarios
Manrupe y Portela opinan:

”Tal vez el único ejemplo de cine "pro-justicialista", de escasos valores cinematográficos pero muy interesante por el uso de la propaganda oficial. Un film sacado de circulación desde hace mucho tiempo.”